# Un giocatore troppo fortunato
Un giocatore troppo fortunato è un film statunitense del 1982 diretto da Don Siegel, con Rip Torn e  Bette Midler. È l'ultima pellicola diretta da Siegel.

## Trama
Due accaniti giocatori di casinò, plagiano un croupier di black jack riuscendo, con una truffa all'assicurazione a vincere una grande somma.
La donna però s'innamora dell'aitante croupier e assieme ordiscono un piano per sbarazzarsi del vecchio amante di lei, divenuto terzo incomodo, ma Harold li batte sul tempo suicidandosi, mandando a monte il loro piano.